# Honoré Jouneaux
Honoré Joseph Marie Jouneaux OMI (* 5. Juni 1911 in Caden, Département Morbihan; † 12. Januar 1993 in Pala, Tschad) war ein französischer römisch-katholischer Ordensgeistlicher und Apostolischer Präfekt von Pala.

## Leben
Honoré Jouneaux trat der Ordensgemeinschaft der Oblaten der Unbefleckten Jungfrau Maria bei. Er legte 1929 die erste und 1934 die ewige Profess ab. 1935 empfing er das Sakrament der Priesterweihe. Papst Pius XII. bestellte ihn 1957 zum ersten Apostolischen Präfekten von Pala. Jouneaux nahm an der zweiten Sitzungsperiode des Zweiten Vatikanischen Konzils teil.
1964 trat Jouneaux als Apostolischer Präfekt von Pala zurück.